# Bataille de Kefken
La bataille navale de Kefken fut livrée en mer Noire au large de l'île près de la ville du même nom à 100 km à l'est du débouché du Bosphore, le 5 septembre 1915, pendant la Première Guerre mondiale (1914-1918). Trois navires de la marine russe commandés par le capitaine Troubetskoï attaquèrent avec succès un convoi de 4 bâtiments de transport de l'empire ottoman, escortés par un croiseur et deux destroyers. Les transports furent coulés et l'escorte s'échappa à grand'peine .

## Navires engagés

### Russie
- Destroyer Pronzitelny (russe : Пронзительный) type Derzkiy, type Novik
- Destroyer Bistry (russe : Быстрый) type Chtchastlivy, type Novik
- Sous-marin Nerpa (russe : Нерпа) [3] de type Morj

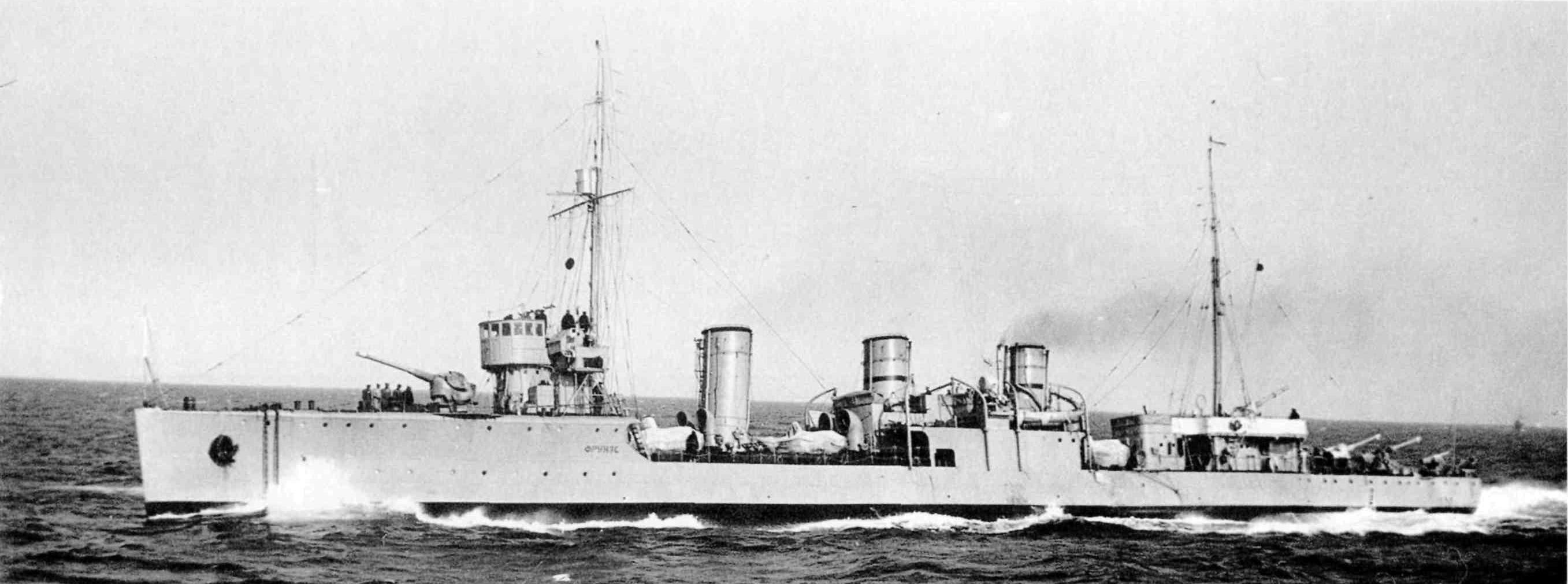
Le destroyer Frunze, ex-Bistry dans les années 1920.
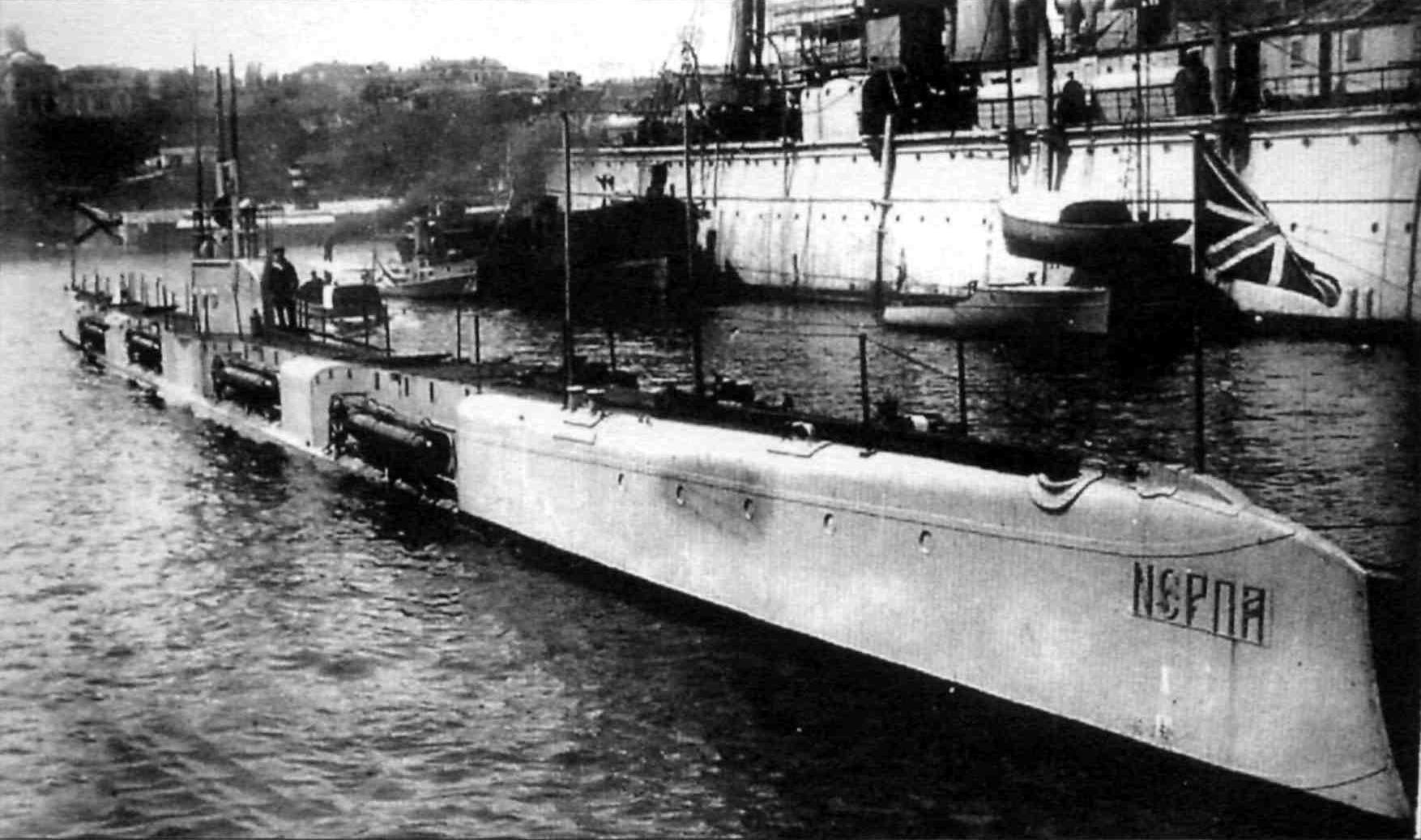
Le Nerpa en 1915.

### Empire ottoman
- Croiseur de bataille Yavuz Sultan Selim type Moltke[4]
- Croiseur Hamidie
- 2 destroyers type S 165 (Numune-i Hamiyet, Muavenet-i Milliye)[4]
- Paquebot Marmara (2 472 tonnes, lancée en 1873, ex-Pennsylvania/State of Pennsylvania/Medina)[5]
- 3 autres transports (Eresos, İllirya, Seyhun)[4]
- Remorqueur Seyyar[4]

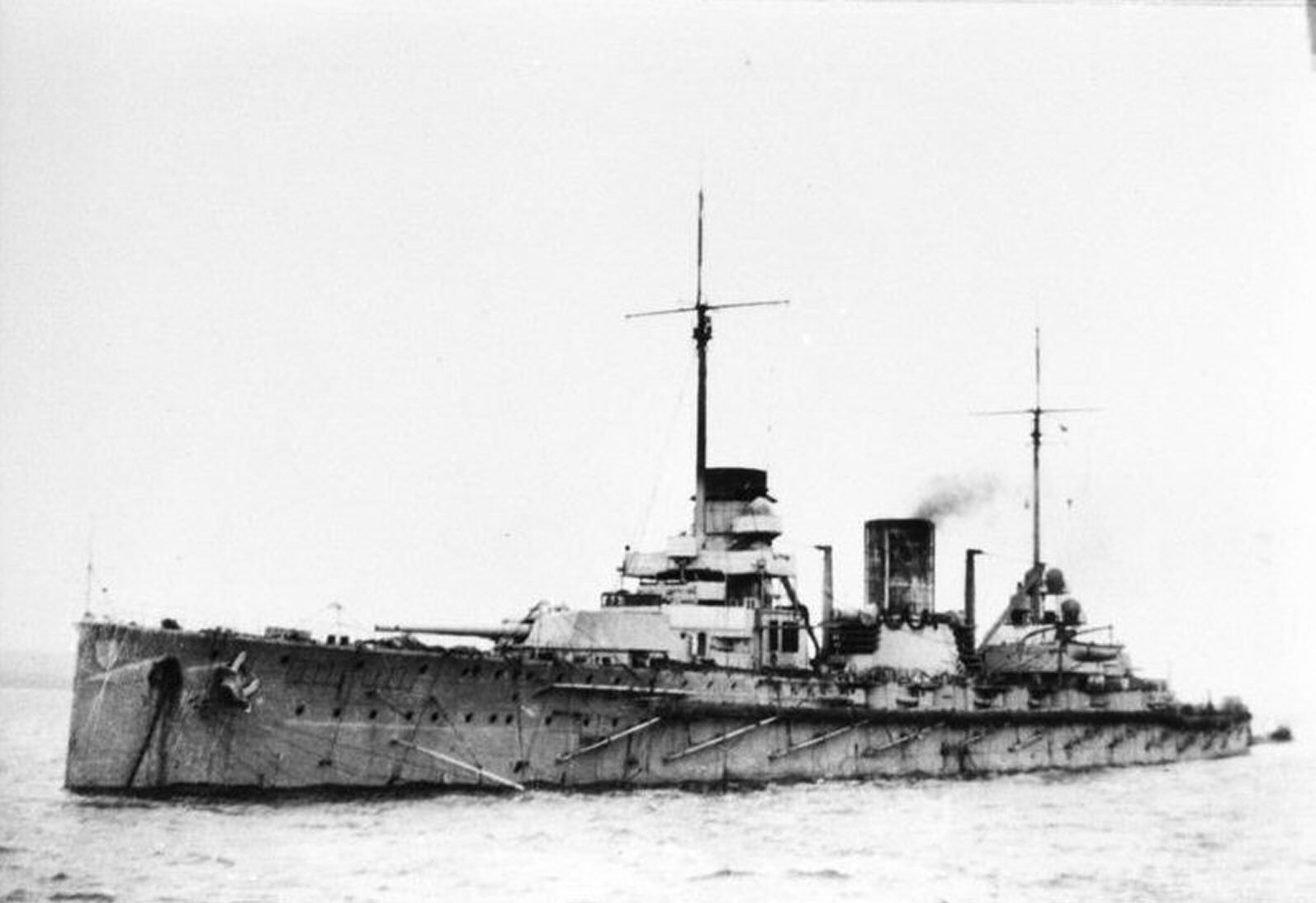
Le croiseur de bataille Goeben (Yavuz Sultan Selim) en 1912.
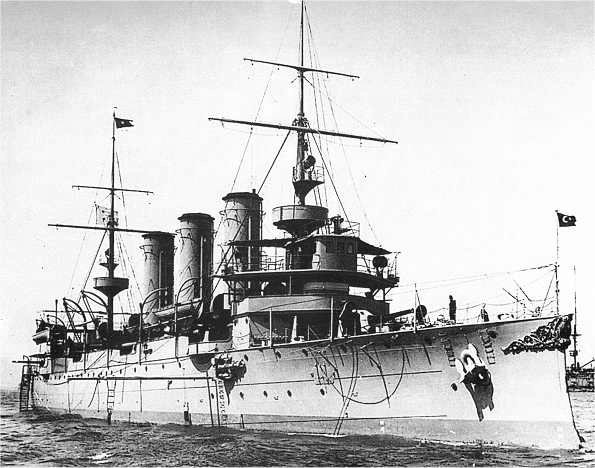
Le croiseur ottoman Hamidie.
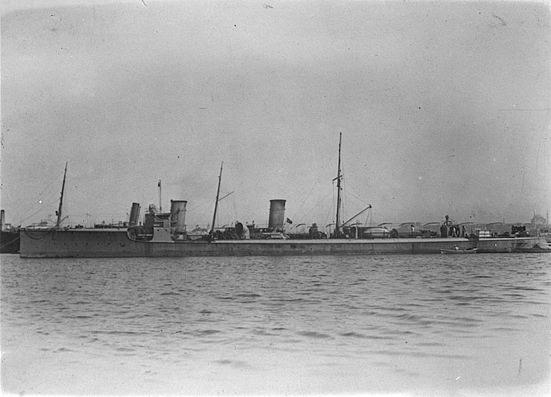
Le destroyer Muavenet-i Milliye.